# 千代田牧場
有限会社千代田牧場（ちよだぼくじょう）は、北海道日高郡新ひだか町に本場を置く競走馬の生産・育成牧場。
代表の飯田正剛およびその家族の名義で馬主でもある（オーナーブリーダー）。

## 来歴
- 1945年 - 正剛の祖父飯田武が千葉県山武郡千代田村（現・芝山町）にて馬産を開始する。
- 1960年 - この頃から、国外から繁殖牝馬を導入し出すようになる。
- 1966年 - 静内本場開場。生産の拠点を北海道に移し、千葉では育成と休養メインの体制に移行する。また、この頃千代田牧場の基礎繁殖牝馬でもあるビューチフルドリーマー系の1962年のオークス馬オーハヤブサを導入している。
- 1975年 - 1973年ダービー、菊花賞3着のイチフジイサミが天皇賞（春）を制して、八大競走初勝利。
- 1976年 - フジビゼンが最優秀3歳牝馬を受賞。
- 1981年 - ビクトリアクラウンが最優秀3歳牝馬を受賞。
- 1982年 - ビクトリアクラウンがエリザベス女王杯を制し、最優秀4歳牝馬を受賞。
- 1986年 - ニッポーテイオーが最優秀スプリンターを受賞。
- 1987年 - ニッポーテイオーが秋の天皇賞とマイルチャンピオンシップを勝ち、2年連続の最優秀スプリンターと最優秀古馬を受賞。また、半妹のタレンティドガールがエリザベス女王杯を勝ち、千代田牧場生産馬による兄妹GI制覇も達成した。
- 1993年 - 静内本場に日本初の屋根付き坂路が完成。
- 2002年 - スマイルトゥモローがオークスを制してクラシック初制覇。また、ピースオブワールドが無敗で阪神ジュベナイルフィリーズを勝ち、最優秀2歳牝馬を受賞。
- 2012年 - カントリー牧場の閉鎖に伴い、カントリー牧場の育成施設を購入[1]。カントリー分場として開場。また、ホエールキャプチャがヴィクトリアマイルを勝利。
- 2014年 - ダノンプラチナが朝日杯フューチュリティステークスを制し、最優秀2歳牡馬を受賞。
- 2021年 - サークルオブライフが阪神ジュベナイルフィリーズを勝利し、オーナーブリーダーとしてはピースオブワールド以来19年ぶりのGI勝利となった[2]。
- 2023年 - ウシュバテソーロがドバイワールドカップを制し、海外G1初勝利。

## 関連施設
- 静内本場（北海道日高郡新ひだか町）
- 新冠分場（北海道新冠郡新冠町）
- カントリー分場（北海道日高郡新ひだか町）※旧カントリー牧場
- 千葉牧場（千葉県山武郡芝山町）

## 主な生産馬
太字はGI・JpnI競走、*は地方重賞を示す

### 千葉産
- ギヤロツプ（1969年京成杯、皐月賞2着、1970年安田記念2着）
- フジビゼン（1976年最優秀2歳牝馬）

### 静内産
- イチフジイサミ（1973年日本短波賞、1974年オールカマー、天皇賞（秋）2着、1975年天皇賞（春））
- スカッシュソロン（1976年阪神4歳牝馬特別、1977年安田記念）
- ヒロノスキー（1978年4歳牝馬特別、優駿牝馬3着）
- ビクトリアクラウン（1981年新潟3歳ステークス、1982年クイーンカップ、クイーンステークス、エリザベス女王杯）
- ニッポーテイオー（1986年ニュージーランドトロフィー4歳ステークス、函館記念、スワンステークス、1987年京王杯スプリングカップ、天皇賞（秋）、マイルチャンピオンシップ、1988年安田記念）
- タレンティドガール（1987年エリザベス女王杯）
- ブラボーグリーン（1998年京阪杯）
- スマイルトゥモロー（2002年フラワーカップ、優駿牝馬）
- ピースオブワールド（2002年ファンタジーステークス、阪神ジュベナイルフィリーズ）
- ボールドブライアン（2003年東京新聞杯）
- ストロングブラッド（2003年カブトヤマ記念、さくらんぼ記念、2004年群馬記念、2005年かしわ記念）
- ナイキアースワーク（2006年ユニコーンステークス）
- サウンドザビーチ（2007年TCK女王盃）
- ドラゴンファイヤー（2007年シリウスステークス）
- ルルパンブルー（2007年フェアリーステークス）
- ストロングガルーダ（2009年ラジオNIKKEI賞）
- フサイチセブン（2010年ダイオライト記念）
- エーシンホワイティ（2010年ファルコンステークス、2014年新潟ジャンプステークス）
- バーディバーディ（2010年兵庫チャンピオンシップ、ユニコーンステークス、東京大賞典3着、2011年フェブラリーステークス3着、帝王賞3着）
- クリールパッション（2010年エルムステークス）
- ホエールキャプチャ（2011年クイーンカップ、ローズステークス、桜花賞2着、優駿牝馬3着、秋華賞3着、2012年ヴィクトリアマイル、2013年府中牝馬ステークス、2014年東京新聞杯）
- トレンドハンター（2011年フラワーカップ）
- スティールパス（2012年スパーキングレディーカップ）
- ダノンプラチナ（2014年朝日杯フューチュリティステークス、2015年富士ステークス）
- クリールカイザー（2015年アメリカジョッキークラブカップ）
- ノットフォーマル（2015年フェアリーステークス）
- ドリームセーリング（2016年京都ジャンプステークス）
- ダンツプリウス（2016年ニュージーランドトロフィー）
- タイセイドリーム（2016年・2018年新潟ジャンプステークス）
- グレイトパール（2017年平安ステークス、2018年アンタレスステークス）
- パクスアメリカーナ（2019年京都金杯）
- サークルオブライフ（2021年アルテミスステークス、阪神ジュベナイルフィリーズ）
- フィールドセンス（2022年日本テレビ盃、*スパーキングサマーカップ）[3]
- ウシュバテソーロ（2022年・2023年東京大賞典、2023年川崎記念、ドバイワールドカップ、日本テレビ盃）[4]
- シリウスコルト（2025年新潟大賞典）